# Эребруский мир
Эребруский мир (англ. Treaty of Orebro; швед. freden i Örebro) — два идентичных по тексту мирных договора между Великобританией и Россией и между Великобританией и Швецией, завершившие англо-русскую и англо-шведскую войны и заключавшие союзы, направленные против наполеоновской Франции. Оба договора были подписаны 6 (18) июля 1812 года в шведском городе Эребру.
Переговоры о заключении договора велись в марте— июне 1812 года в Стокгольме. Со стороны России в переговорах участвовали генерал П. К. Сухтелен, посланный туда со специальной миссией, и П. А. Николаи, русский поверенный в делах в Стокгольме, со стороны Англии неофициальный дипломатический агент Торнтон. В качестве одного из условий подписания мирного договора с Англией Россия выдвигала требование об уплате английским правительством русского долга Голландии. Кроме того, Россия поддерживала требование Швеции о предоставлении ей английских субсидий на военные расходы. Англия, со своей стороны, добивалась восстановления торговых отношений с Россией в том виде,как они существовали до войны, то есть без учета нового таможенного тарифа, установленного в России в конце 1810 г. с целью защиты русской торговли и промышленности от иностранной конкуренции. Английское правительство решительно отказывалось рассматривать упомянутые требования России и Швеции до подписания мирных договоров с этими странами. Вторжение французских войск в Россию в июне 1812 г. и желание Бернадота использовать английскую финансовую помощь с целью ускорения захвата Норвегии способствовали тому, что Россия и Швеция согласились на подписание мира с Англией без каких бы то ни было предварительных условий. П. К. Сухтелену и П. А. Николаи были даны на этот предмет необходимые указания, которые, как сообщал П. К. Сухтелен в Петербург в депеше от 2(14) июля 1812 г., были восприняты Бернадотом с большим удовлетворением. 6(18) июля по поручению шведского короля министр иностранных дел Швеции Энгстрем официально пригласил П. К. Сухтелена и П.А. Николаи подписать англо-русский договор о мире и дружбе, который был подписан в тот же день одновременно с аналогичным англо-шведским договором.
Согласно договорам, между сторонами восстанавливался мир (ст. 1), дружеские и торговые отношения на основе принципа наиболее благоприятствуемых нациям (ст. 2), стороны обязывались защищать друг друга в случае нападения третьей державы (ст. 3). Эребруский мир явился началом оформления 6-й антинаполеоновской коалиции в 1813 году.

Место подписания договора
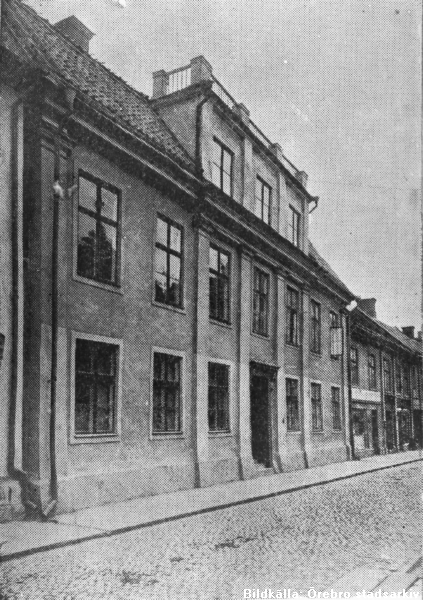
Здание, где был подписан договор (фото 1895 года)
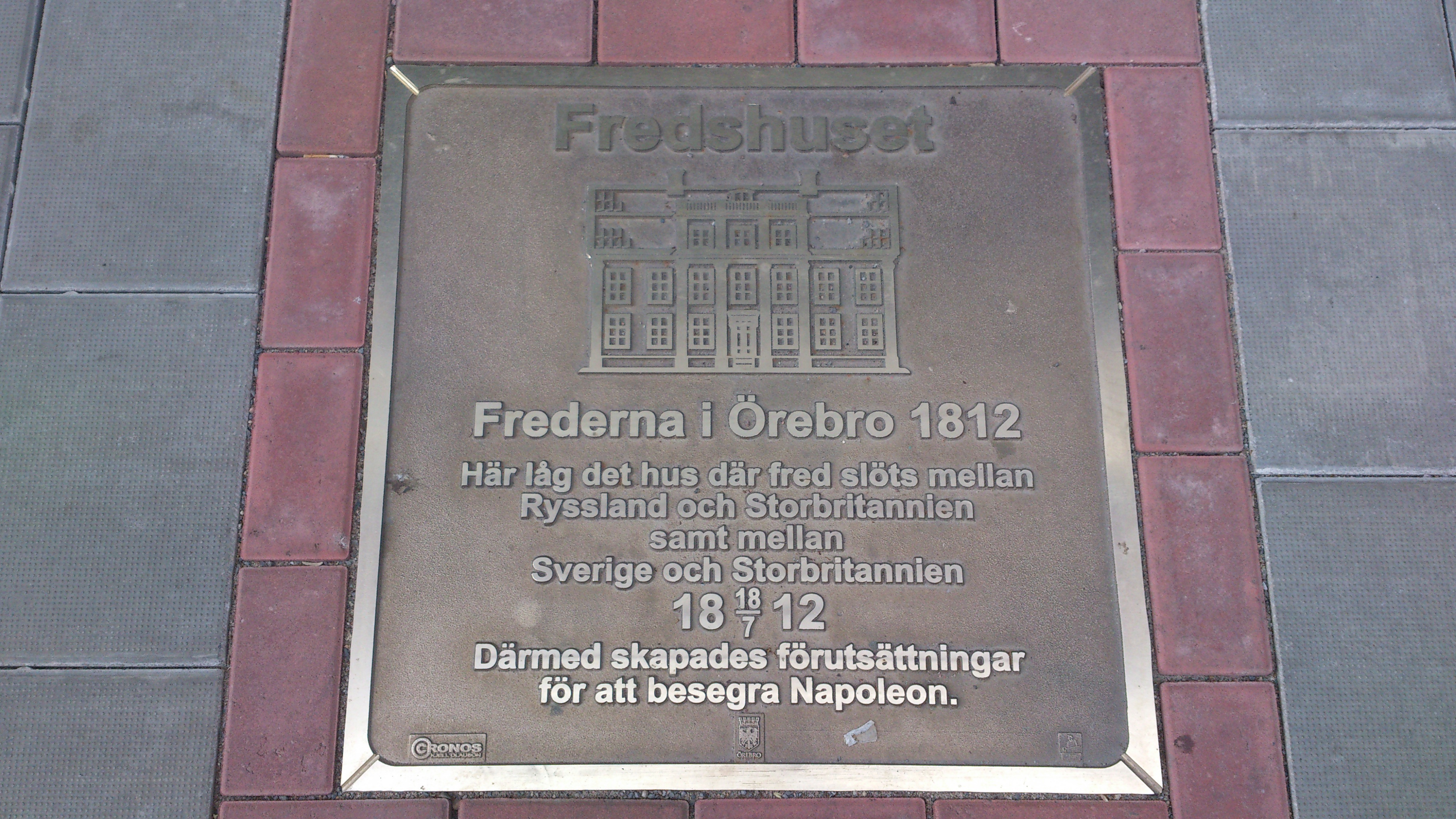
Мемориальная табличка на месте здания